# Calocheiridius beieri
Calocheiridius beieri är en spindeldjursart som först beskrevs av E.N. Murthy 1960.  Calocheiridius beieri ingår i släktet Calocheiridius och familjen Olpiidae. Inga underarter finns listade.